# Down (musikgrupp)
Down är en heavy metal-supergrupp bildad 1991 i  New Orleans, Louisiana. Gruppen anförs av Phil Anselmo, känd från Pantera och Superjoint Ritual, och har medlemmar från bland annat Crowbar, Corrosion of Conformity och Eyehategod. 

## Bandmedlemmar
Nuvarande medlemmar
- Phil Anselmo (Philip H. Anselmo & the Illegals, Superjoint Ritual, ex-Pantera m.fl.) – sång, gitarr (1991–1996, 1999–?, 2006– )[2]
- Pepper Keenan (Corrosion of Conformity, ex-Graveyard Rodeo) – gitarr, bakgrundssång (1991–1996, 1999–?, 2006– )[3]
- Jimmy Bower (Eyehategod, Superjoint Ritual) – trummor (1992–1996, 1999–?, 2006– )
- Big Ross (Ross Karpelman) – keyboard, orgel (1994–1996, 1999–?, 2006– )
- Patrick Bruders (ex-Crowbar, ex-Goatwhore) – basgitarr (2011– )
- Bobby Landgraf – gitarr, bakgrundssång (2013– )

Tidigare medlemmar
- Kirk Windstein (Crowbar, Kingdom of Sorrow) – gitarr (1991–1996, 1999–?, 2006–2013)
- Todd Strange (Crowbar) – basgitarr (1991–1996, 1999)
- Rex Brown (ex-Pantera, ex-Rebel Meets Rebel) – basgitarr (1999–?, 2006–2011)

Turnerande medlemmar
- Danny Theriot – basgitarr (2009)
- Patrick Bruders – basgitarr (2011)

Bildgalleri

Down @ Hellfest 2013
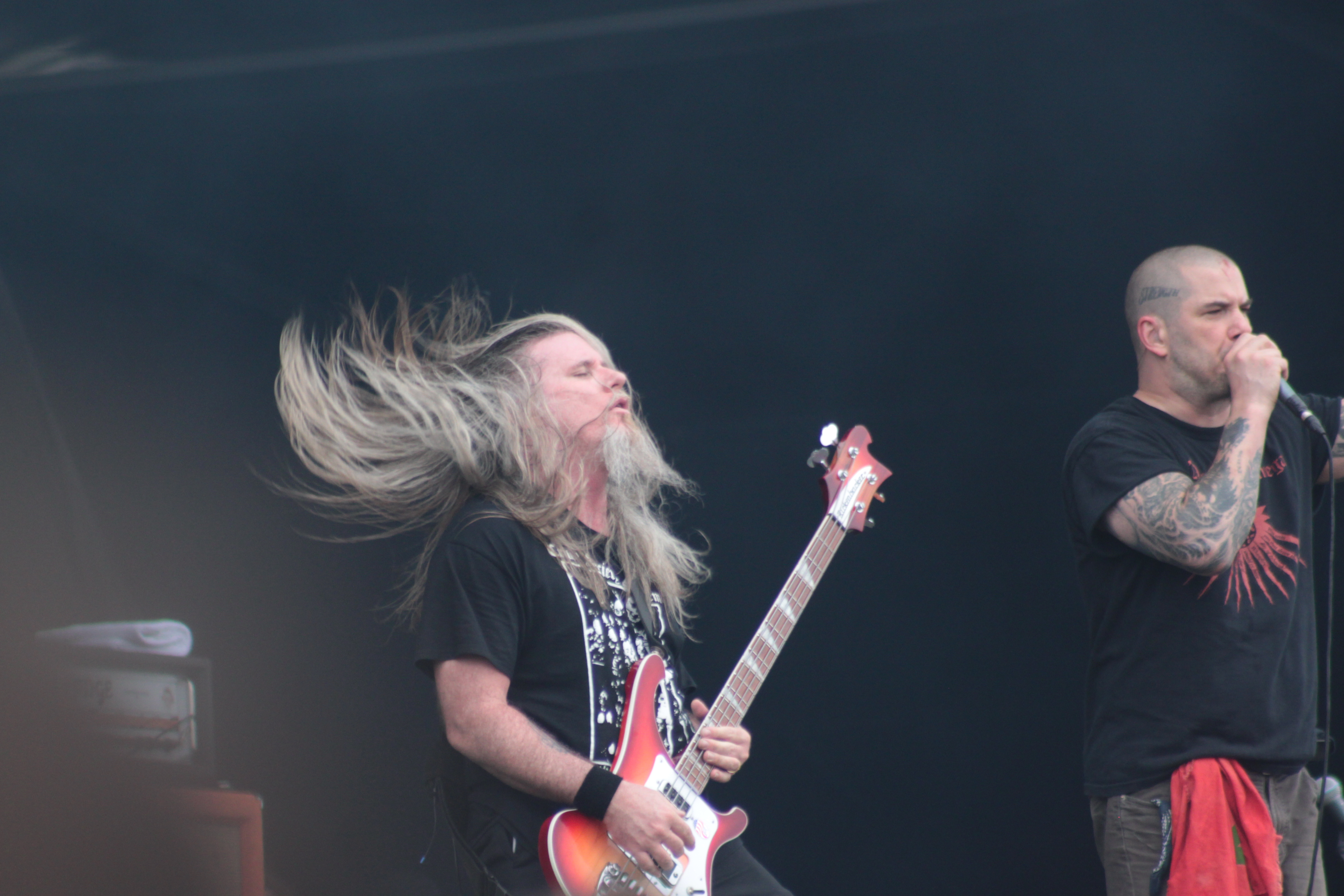
Patrick Bruders & Phil Anselmo
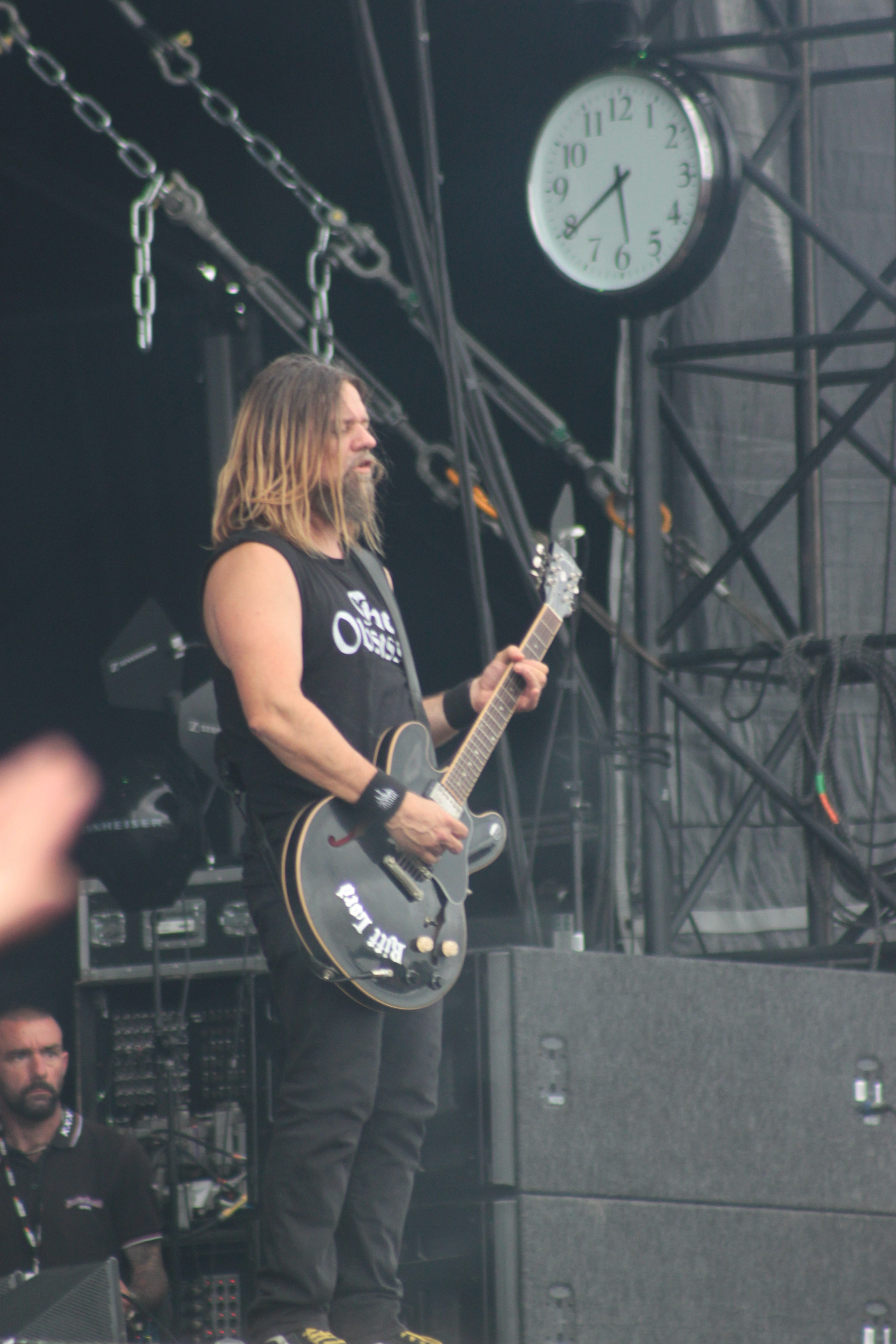
Pepper Keenan
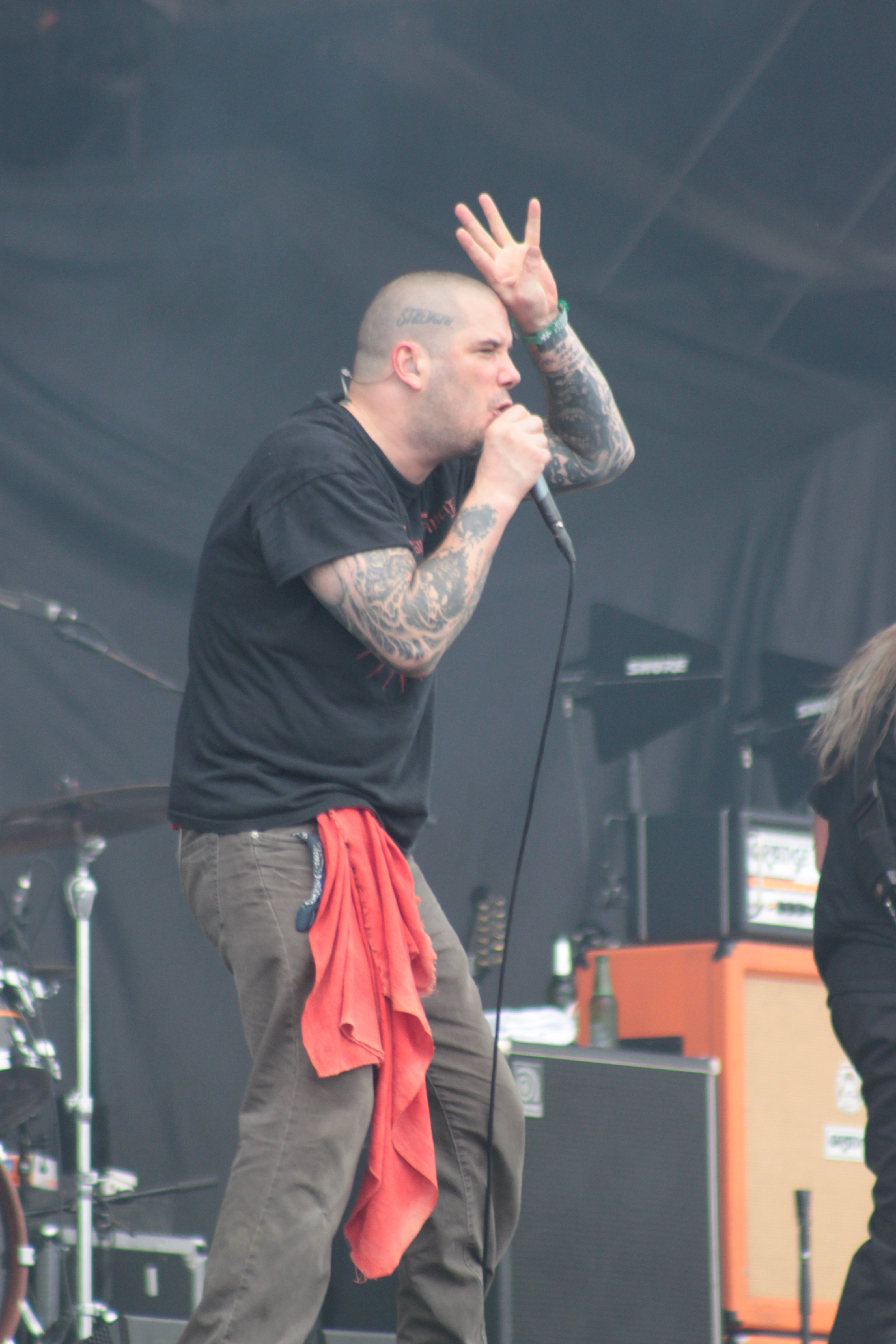
Phil Anselmo
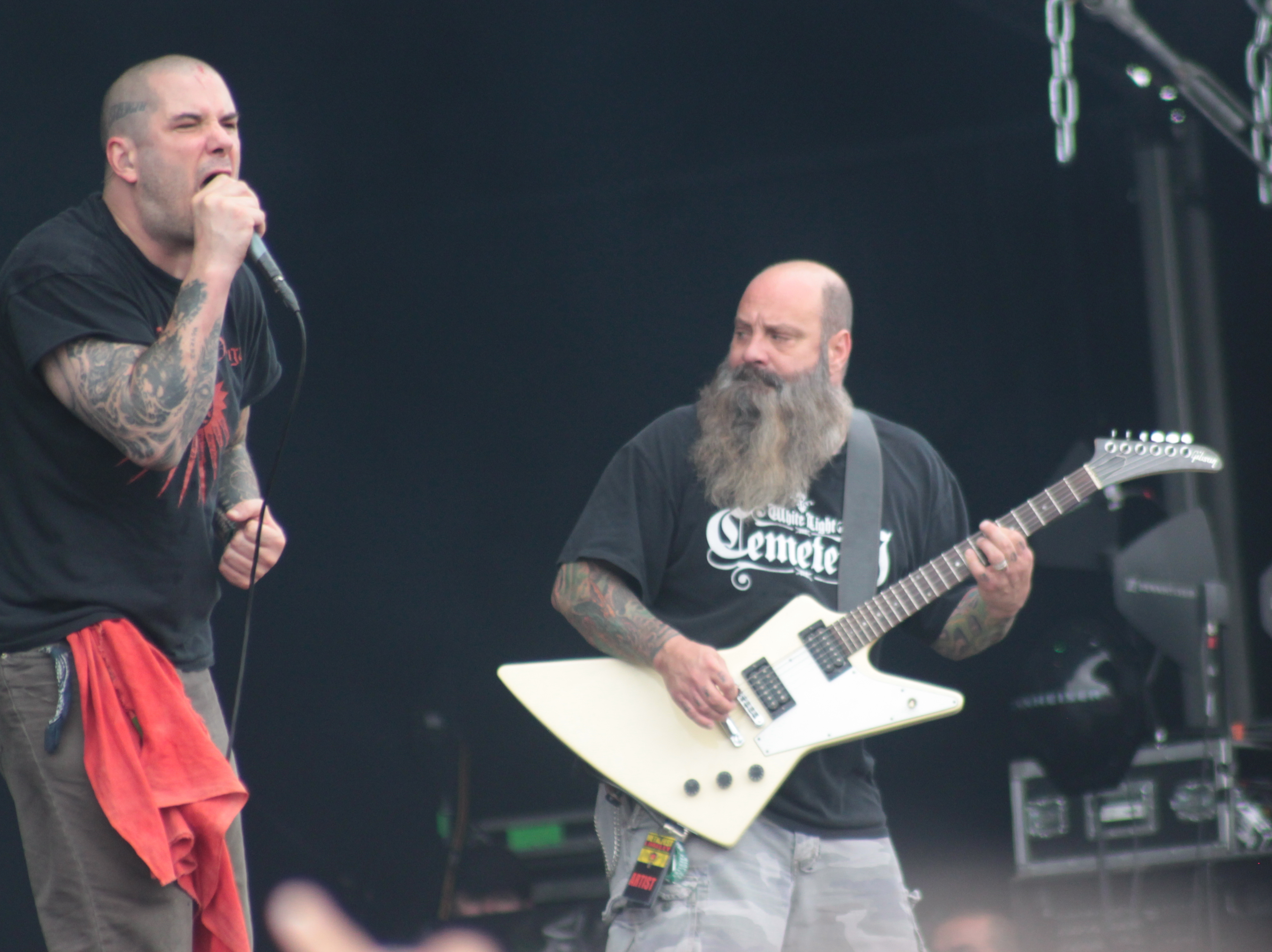
Phil Anselmo & Kirk Windstein

## Diskografi
Studioalbum
- NOLA – 1995
- Down II: A Bustle in Your Hedgerow – 2002
- Down III: Over the Under – 2007

Livealbum
- Diary of a Mad Band: Europe in the Year of VI – 2010
- Diary of a Mad Band – 2010

EP
- Down IV – Part 1 (aka The Purple EP) – 2012
- Down IV – Part 2 –  2014

Singlar
- "Lifer" – 1995
- "Stone the Crow" – 1995
- "Temptations Wings" – 1995
- "Bury Me in Smoke" – 1996
- "Beautifully Depressed" – 2002
- "Ghosts Along the Mississippi" – 2002
- "On March the Saints" – 2007
- "I Scream" – 2007
- "Mourn" – 2008
- "Witchtripper" – 2012
- "We Knew Him Well" (promo) – 2014
- "Conjure" – 2015

Samlingsalbum
- Down IV Part 1 & 2 – 2014